# Epictia rioignis
Epictia rioignis — вид змій родини струнких сліпунів (Leptotyphlopidae). Ендемік Перу. Вид названий на честь перуанського біолога Антоніо Гарсії Браво.

## Поширення і екологія
Epictia rioignis відомі за кількома зразками, зібраними у 1907 році в околицях Корінто на заході Нікарагуа.